# 金宗三
金 宗三（キム・ジョンサム、朝鮮語: 김종삼、1921年 - 1984年12月8日）は、大韓民国の詩人。本貫は安山金氏。

## 生涯
日本統治時代の黄海道殷栗生まれ。渡日し、豊島商業学校（現・豊島学院高等学校）卒業。 1951年に詩『石の山（原文: 돌각담）』を発表した。1957年には金光林ら3人で『戦争と音楽と希望と』を発刊した。その後『現代詩』で同人活動し、『鐘つき自転車』、『試写会』、『橋の下』、『原色』などを発表し、1968年に文徳守、金光林とともに詩集『本籍地』、1969年に個人として詩集『十二音階』を刊行した。 1971年に現代詩学賞、1983年に大韓民国文学賞優秀賞を受賞した。 詩集に『太鼓を叩く少年』『誰かが私に聞いた』などがある。持病により63歳で死去した。
他に映画の助監督、劇芸術協会演出部の音楽効果、軍事ダイジェスト社記者を務めたことがあり、国防部政訓局放送室の常任演出者を10年間務めた後、1963年から東亜放送製作部で勤務した。